# Powell (Ohio)
Powell és una població dels Estats Units a l'estat d'Ohio. Segons el cens del 2000 tenia 6.247 habitants.

## Demografia
Segons el cens del 2000, Powell tenia 6.247 habitants, 1.975 habitatges, i 1.789 famílies. La densitat de població era de 793,4 habitants/km².
Dels 1.975 habitatges en un 56,7% hi vivien nens de menys de 18 anys, en un 86,1% hi vivien parelles casades, en un 3,3% dones solteres, i en un 9,4% no eren unitats familiars. En el 7,2% dels habitatges hi vivien persones soles l'1,3% de les quals corresponia a persones de 65 anys o més que vivien soles. El nombre mitjà de persones vivint en cada habitatge era de 3,16 i el nombre mitjà de persones que vivien en cada família era de 3,34.
Per edats la població es repartia de la següent manera: un 35,9% tenia menys de 18 anys, un 2,7% entre 18 i 24, un 36,4% entre 25 i 44, un 21,1% de 45 a 60 i un 3,8% 65 anys o més.
L'edat mediana era de 35 anys. Per cada 100 dones de 18 o més anys hi havia 97,7 homes.
La renda mediana per habitatge era de 115.904 $ i la renda mediana per família de 117.801 $. Els homes tenien una renda mediana de 79.146 $ mentre que les dones 42.656 $. La renda per capita de la població era de 46.257 $. Aproximadament el 0,4% de les famílies i el 0,4% de la població estaven per davall del llindar de pobresa.

## Poblacions més properes
El següent diagrama mostra les poblacions més properes.